# Cratere Manti
Manti  è un cratere sulla superficie di Marte.